# ميدان عام (روماني)

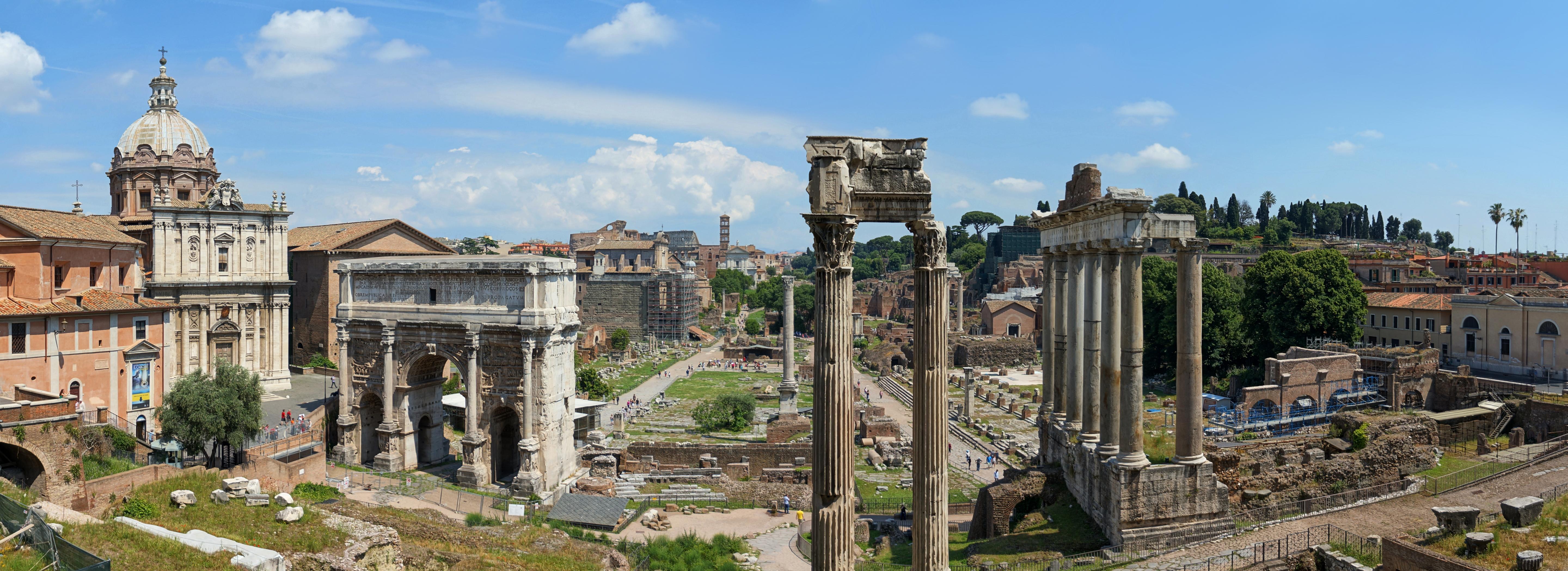
الميدان الروماني في روما بإيطاليا

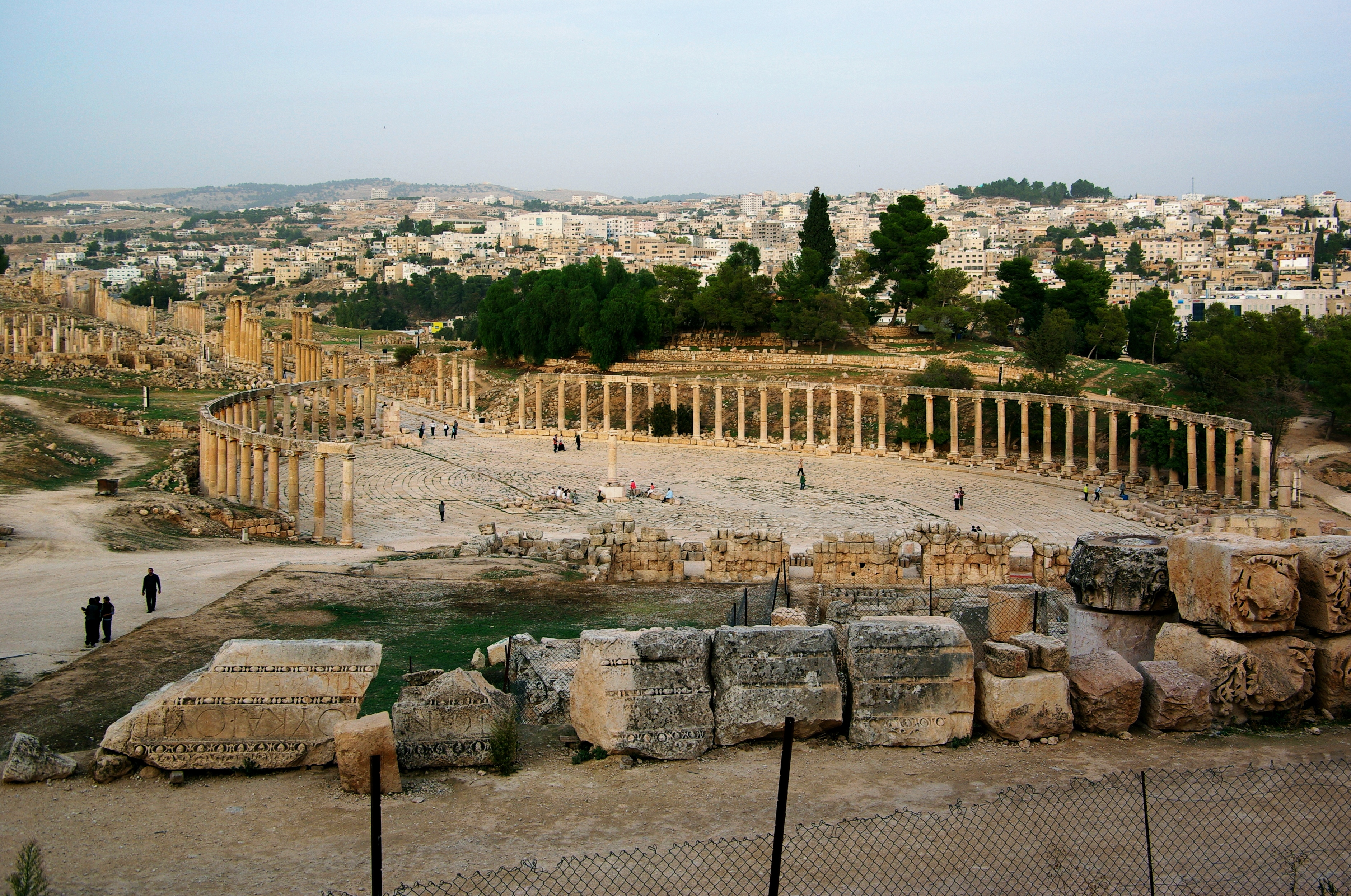
ميدان في مدينة جرش في الأردن. تشير الأعمدة إلى موقع الرصيف ، أو الممر المغطى ، حيث كانت توجد أكشاك الباعة في الهواء الطلق. لاحظ الشكل شبه الدائري وآثار المنصة المركزية المشابهة للمسرح.

الميدان العام أو الساحة العامة أو السوق (باللاتينية: Forum) هو مكان عام في الهواء الطلق يعتبر الساحة العامة في المدن الرومانية ، يستخدم في المقام الأول لبيع البضائع ( أي سوق) وتستخدم المباني المجاورة له كمحلات تجارية . أُنشأت العديد من الميادين في مواقع بعيدة على طول الطريق من قبل القاضي المسؤول عن الطريق. كان الميدان هو المكان الوحيد تقريبا في المدينة المأهول بالسكان واُطلقت عليه تسميات مختلفة بحسب المدينة التي بُني فيها مثل ميدان فورليمبوبولي وميدان فورلي.

## استخدامات الميدان
بالإضافة إلى وظيفته الرئيسية كسوق ، كان الميدان مكانًا للتجمع ذا أهمية اجتماعية كبيرة ، وغالبًا ما يكون مسرحًا لأنشطة متنوعة ، بما في ذلك المناقشات السياسية والاجتماعات وغيرها.